# Inverswandler
Ein Inverswandler, englisch inverting Buck-Boost Converter, ist in der Leistungselektronik eine Form von Gleichspannungswandler, der eine positive Eingangsspannung in eine negative Ausgangsspannung ohne galvanische Trennung wandelt. Der Sperrwandler basiert auf dem Inverswandler, ist aber bei sonst gleichen Funktionsprinzip um eine galvanische Trennung erweitert. Einsatzgebiete dieser elementaren Schaltung liegen als Komponente unter anderem im Bereich von Netzteilen wie Schaltnetzteilen.

## Abgrenzung
Der englisch Four Switch Buck-Boost Converter, im Deutschen als Kaskadierter Ab-Aufwärtswandler bezeichnet, ist kein Inverswandler, trotz ähnlicher Bezeichnung. Er ist eine Kombination eines Abwärtswandlers und eines Aufwärtswandlers, mit nur einer gemeinsamen Induktivität. Bei dieser Topologie ist die Polarität von Eingangs- und Ausgangsspannung – im Gegensatz zum Inverswandler – gleich.
Beiden Buck-Boost-Topologien ist trotz des völlig anderen Aufbaus gemeinsam, dass die Ausgangsspannung dem Betrage nach sowohl kleiner als auch größer als die Eingangsspannung sein kann. Im Folgenden wird nur der Inverswandler (inverting Buck-Boost Converter) beschrieben.

## Funktion

Prinzipschaltung eines Inverswandlers

In nebenstehender Schaltskizze liefert eine Gleichspannungsquelle eine konstante positive Spannung UE. Der Schalter S ist in realen Schaltungen üblicherweise in Form eines Transistors realisiert und wird von einer hier nicht gezeigten Steuerung bzw. Regelung angesteuert. Er schaltet für die Dauer tein die Spannung auf die Spule mit einer Induktivität L. Der Strom I durch die Spule ändert sich dabei um den Betrag:
{\displaystyle \Delta I={\frac {U_{\text{e}}\cdot t_{\text{ein}}}{L}}}
Nach der Einschaltdauer wird der Schalter S für die Dauer taus ausgeschaltet, wobei beim Schaltvorgang der Strom durch die Spule aufgrund ihrer Induktivität konstant bleibt. Dadurch wird die Diode D leitend und lädt den Kondensator auf eine gegenüber dem Bezugspotential negative Spannung Ua auf:
{\displaystyle -U_{\text{a}}=L\cdot {\frac {\Delta I}{t_{\text{aus}}}}}
Danach wiederholt sich der Zyklus. Üblicherweise erfolgen (je nach Auslegung) sekündlich einige Hundert bis mehrere Millionen dieser Zyklen. Die Höhe der negativen Ausgangsspannung lässt sich durch das Pulsbreitenverhältnis η zwischen den beiden Schaltzuständen angeben:
{\displaystyle -{\frac {U_{\text{a}}}{U_{\text{e}}}}={\frac {t_{\text{ein}}}{t_{\text{aus}}}}={\frac {\eta }{1-\eta }}}
Der Inverswandler kann (wie jeder Schaltwandler) lückend (Discontinuous Current Mode) oder nichtlückend (Continuous Current Mode) betrieben werden; der Strom durch die Spule fällt dabei im Verlaufe eines Zyklus auf Null ab oder eben nicht. Die Schaltfrequenz richtet sich unter anderem nach der Größe der Last und dem zulässigen Rippelstrom.